# Bioraffinerie

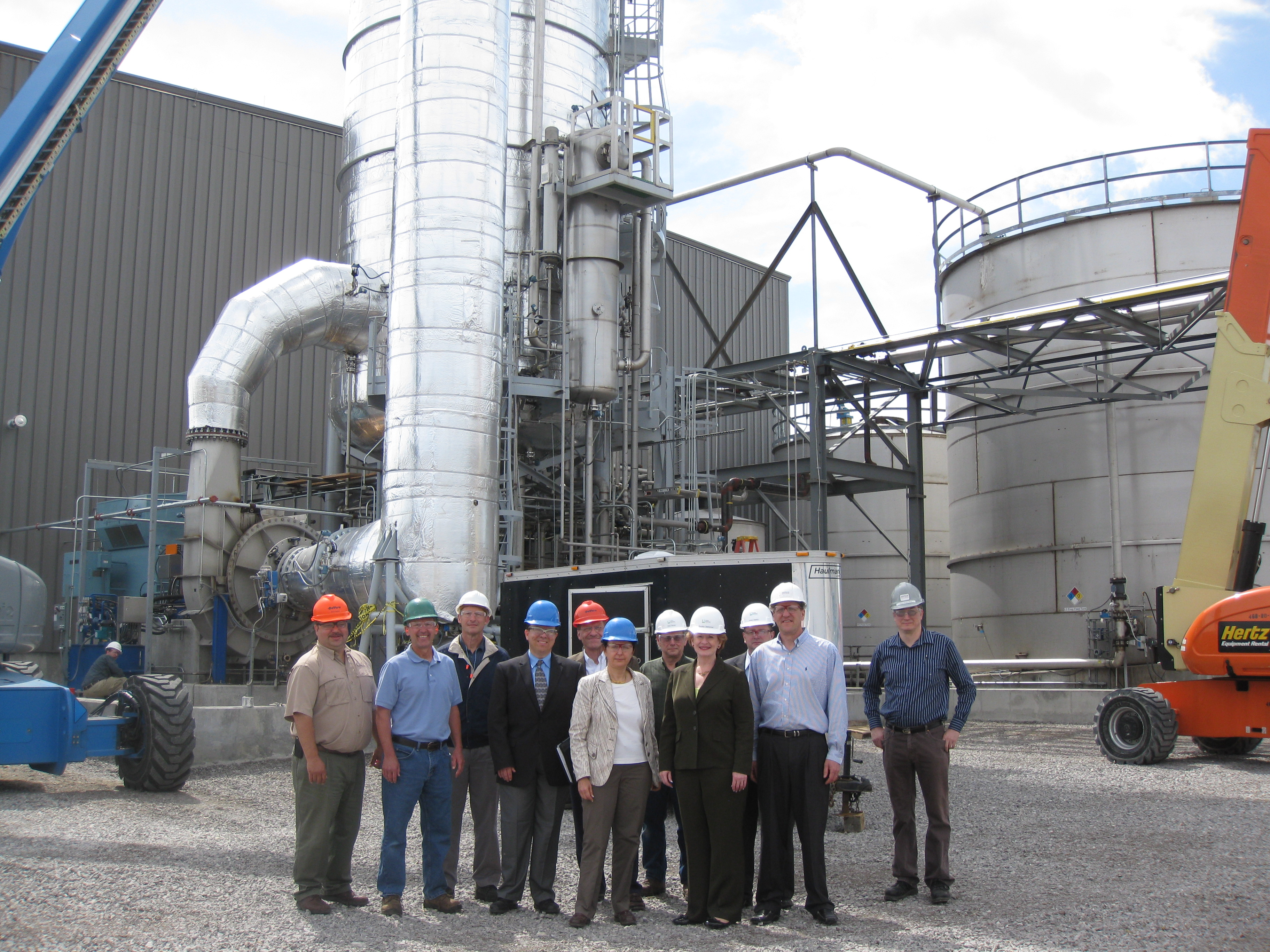
Visite de la bioraffinerie Alpena au U.S.A dans le michigan

Les bioraffineries ou agroraffineries sont des installations industrielles qui transforment (bioraffinage) les productions agricoles végétales et la biomasse en biocarburant, agrocarburant destinés à produire de la chaleur et de la puissance (agroénergie), ainsi qu'en produits chimiques à valeur ajoutée, biomatériaux voire en produits destinés à l'alimentation humaine, animale, etc.. 
Le concept de bioraffinerie est basé sur une recherche de valorisation optimisée de toutes les composantes des agro-ressources transformées (les coproduits pouvant parfois avoir plus de valeur que le produit principal). 
La commission de l'Agence internationale de l'énergie (AIE) sur les bioraffineries a défini le bioraffinage comme la transformation durable de biomasse en énergie et une gamme de produits. Le bioraffinage est selon l'AIE le pilier central de la bioéconomie.

## Présentation, exemples
Par exemple, en ce qui concerne le raffinage du blé, le fractionnement de la paille permet l'obtention de cellulose et lignines respectivement utilisées pour l'élaboration de pâte à papier et de colles. Le fractionnement du grain, quant à lui, permet d'isoler l'amidon, le glucose, le gluten et des fibres, composés ensuite utilisables comme ingrédients ou additifs alimentaires. Le glucose isolé peut encore subir d'autres transformations, pour être valorisé en sirop de glucose puis éventuellement en éthanol par un procédé de fermentation, ce dernier étant un composant de base des biocarburants à alcool.
En cela, une agroraffinerie présente des similitudes avec la raffinerie pétrolière, qui produit plusieurs carburants et produits chimiques (lubrifiants, solvants...) à partir du pétrole. Mais la bioraffinerie n'utilise que du carbone non-fossile.
En diversifiant ses transformations, l'agroraffinerie peut ajouter de la valeur aux produits agricoles qu'elle transforme, par exemple pour en faire un produit chimique ou alimentaire à faible volume mais à haute valeur, en complément d'un carburant de transport produit en masse (comme le bioéthanol ou biogazole) éventuellement utilisable en cogénération ou trigénération sur place, pour générer du mouvement, de la vapeur, de l'électricité.

## Typologie
Plusieurs types de bioraffineries sont parfois distingués : 
- en fonction de la Matière première ou de sa source (ex : produit marin, végétal, animaux, fongique ou d'origine sylvicole, agricole, déchet organique, etc.) ,
- en fonction des procédés mis en œuvre : bioraffineries vertes (valorisant des composés à fort taux d'humidité typiquement instables), de céréales, d'oléagineux, de microalgues ou macro algues, de matières lignocellulosiques ou de plantes entières[6].
- selon les produits finaux issus de la transformation, notamment en rassemblant sous une même catégorie toutes les bioraffineries fabriquant un type de produit (Gaz de synthèse par exemple).

## Prospective
Dans le cadre de la transition énergétique et de la bioéconomie, la bioraffinerie semble amenée à se développer et jouer un rôle croissant dans la transformation de certaines biomasses (agricoles notamment) en produits chimiques et autres matières traditionnellement produits à partir du pétrole (agrocarburants par exemple).
En imitant certaines réactions biochimiques naturelles, des industriels pensent aussi pouvoir produire des molécules plus complexes et à forte valeur ajoutée. Il est aussi possible de combiner des solutions industrielles classiques à des innovations venant de la biomimétique ; 

À ce jour, les déchets organiques sont brûlés ou valorisés sous forme de compost et de plus en plus en biogaz et biométhane, mais ils semblent pouvoir devenir une nouvelle source de molécules complexes pour la chimie verte, notamment via l'électrosynthèse microbienne (procédé étudié depuis 2010 aux États-Unis). C'est l'une des conclusions faites en 2017 par les membres du projet français Biorare (projet porté par un consortium Irstea, Inra, CNRS-LGC, Suez) sur 5 ans.
Cependant, dans certains domaines (agrocarburant), la bioraffinerie n'a pas encore démontré de supériorité par rapport au pétrole concernant une quelconque soutenabilité.

## État des lieux
En France, la plus importante des bioraffineries est celle de la Mède avec 500 000 litres de carburants annuels. La seconde est celle de Pomacle-Bazancourt près de Reims (France) : l'Institut Européen de la Bioraffinerie. 80 millions d'euros ont été investis par un consortium d'une dizaine de partenaires (dont le groupe Total pour créer un site pilote, capable de produire 180 000 litres de carburant chaque année à partir de paille ou d'écorces de bouleau. La plate-forme regroupe une sucrerie (Cristal Union), une unité de déshydratation (luzerne…), une unité de fabrication d'éthanol, une unité de production d'amidon et de glucose, un centre de valorisation/production de gaz carbonique, l'usine-pilote du projet FUTUROL pour les biocarburants de 2e génération, un centre de recherche mutualisé (ARD) et enfin le Centre Européen de Biotechnologie et Bioéconomie. Ce centre regroupe les chaires d'enseignement supérieur et de recherche de CentraleSupélec (Chaire de biotechnologies), d'AgroParisTech (Chaire ABI), de Néoma Business School (Chaire de bioéconomie industrielle) et de l'Université de Reims Champagne-Ardenne (la Chaire AFERE - Agro-ressources FERmentation Enzymes - en lien avec la SFR Condorcet).